# Sleater-Kinney (album)
Sleater-Kinney è il primo ed eponimo album in studio del gruppo rock statunitense Sleater-Kinney, pubblicato nel 1995.

## Tracce
1. Don't Think You Wanna – 1:53
2. The Day I Went Away – 3:04
3. A Real Man – 1:04
4. Her Again – 2:20
5. How to Play Dead – 2:06
6. Be Yr Mama – 2:52
7. Sold Out – 1:16
8. Slow Song – 2:00
9. Lora's Song – 2:29
10. The Last Song – 3:37

## Formazione
- Corin Tucker - voce, chitarra
- Carrie Brownstein (accreditata come Carrie Kinney) - chitarra, voce (2,5,10)
- Lora Macfarlane - batteria, voce (9)